# Šahovski savez Slovenije
Šahovski savez Slovenije (slo. Šahovska Zveza Slovenije), krovno tijelo športa šaha u Sloveniji. Osnovan je 1990. godine. Sjedište je u Ljubljani, Bravničarjeva 33. Član je nacionalnog olimpijskog odbora. Slovenija pripada europskoj zoni 1.2a. Predsjednik je Milan Brglez (ažurirano 26. listopada 2019.).

## Vanjske poveznice
- Službene stranice